# Elbasan, Çatalca
Elbasan là một xã thuộc huyện Çatalca, tỉnh Istanbul, Thổ Nhĩ Kỳ. Dân số thời điểm năm 2010 là 701 người.